# Guidonská ruka

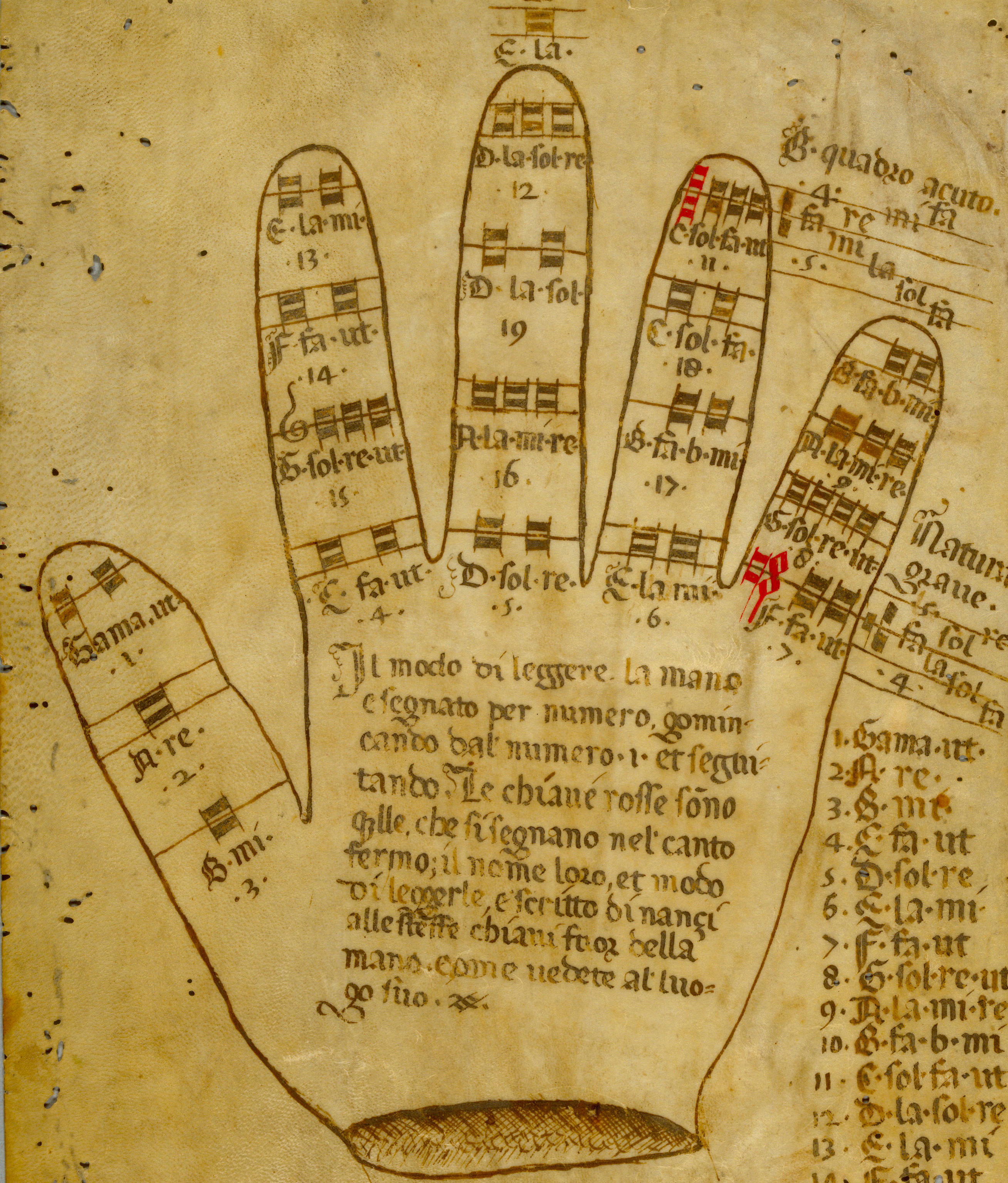
Guidonská ruka na středověkém rukopisu.

Guidonská ruka (italsky mano guidoniana) je pojem z oblasti středověké hudby. Jedná se o mnemotechnický systém používaný jako pomůcka pro zpěváky při zpěvu z listu. Některé ze způsobů využití systému jsou připisovány středověkému muzikologovi Guidovi z Arezza, jenž byl autorem teoretických spisů z oblasti hudební teorie.

## Historie
Ruka coby pomocný nástroj pro znázornění půltónů se objevuje v různých rukopisech, a to i v době před narozením Guidona. Sigbertus Gemblacensis (fl. kolem roku 1105) popsal, jakým způsobem Guido používal postavení ruky jako pomůcku při výuce svého hexachordu. Mimo to se však guidonská ruka objevuje ve spojitosti s novými myšlenkami Guidona v oblasti hudební výuky, včetně užití hexachordů a solmizace.
Systém umožňoval znázornění půltónů a pozice hexachordu, ut, re, mi, fa, sol, la, počáteční slabiky hymnu Ut queant laxis sv. Janu Křtiteli.